# NGC 7006
NGC 7006 és un cúmul globular en la constel·lació del Dofí.